# Соба 405
Соба 405 је југословенска телевизијска серија снимљена 1987. године у продукцији Телевизије Београд.
Ауторски ТВ тандем Мила и Тимоти Бајфорд написали су седам епизода серије за децу Соба 405. Реч је о једној од соба у дечјој болници. У њој се непрекидно догађају веселе и необичне згоде, јер дечјој виталности, наравно, не може ништа чак ни болница. Омиљеног др Марковића тумачи Горан Султановић, а строгу главну сестру болнице тумачи Милена Дравић.

## Улоге
| Глумац              | Улога                      |
| ------------------- | -------------------------- |
| Борис Миливојевић   | Боца (2 еп. 1987)          |
| Васил Хаџиманов     | Милош (2 еп. 1987)         |
| Иван Зарић          | Срђан (2 еп. 1987)         |
| Теа Королија        | Јелена (2 еп. 1987)        |
| Ђорђе Ђуричко       | Мики (2 еп. 1987)          |
| Бојана Маљевић      | Тијана (2 еп. 1987)        |
| Бранка Петрић       | Брусићка (2 еп. 1987)      |
| Оља Бећковић        | Сестра Вики (2 еп. 1987)   |
| Миливоје Мића Томић | Др. Перишић (2 еп. 1987)   |
| Милена Дравић       | Сестра Вида (2 еп. 1987)   |
| Горан Султановић    | Др. Марковић (2 еп. 1987)  |
| Дубравко Јовановић  | Стажиста (1 еп. 1987)      |
| Слободан Негић      | Негић (2 еп. 1987)         |
| Јелена Митровић     | Ана (2 еп. 1987)           |
| Ирина Марковић      | Данијела (2 еп. 1987)      |
| Јелена Теодоровић   | Бојана (2 еп. 1987)        |
| Исидора Матејић     | Оља (2 еп. 1987)           |
| Јован Бабић         | Драган (2 еп. 1987)        |
| Биљана Машић        | Сестра Јулија (2 еп. 1987) |
| Ранко Ковачевић     | (непознат број епизода)    |

 Остале улоге  ▼
| Глумац             | Улога                                 |
| ------------------ | ------------------------------------- |
| Енвер Петровци     | (непознат број епизода)               |
| Лидија Плетл       | (непознат број епизода)               |
| Љубица Ковић       | Теткица (непознат број епизода)       |
| Предраг Милинковић | Драганов отац (непознат број епизода) |
| Љупчо Тодоровски   | Атлета (непознат број епизода)        |

Комплетна ТВ екипа  ▼
| Редитељ              | Мирослав Алексић        | (2 еп. 1987)                              |
| Сценариста           | Мирослав Алексић        | (2 еп. 1987)                              |
| Сценариста           | Тимоти Џон Бајфорд      | (2 еп. 1987)                              |
| Сценариста           | Мила Станојевић Бајфорд | (2 еп. 1987)                              |
| Композитор           | Зафир Хаџиманов         | (непознат број епизода)                   |
| Директор фотографије | Мариус Тоадер           | (непознат број епизода)                   |
| Монтажер             | Наташа Николић          | (непознат број епизода)                   |
| Сценограф            | Емир Гељо               | (непознат број епизода)                   |
| Уметнички директор   | Ивана Луковић           | (непознат број епизода)                   |
| Костимограф          | Емилија Ковачевић       | (непознат број епизода)                   |
| Одсек за шминку      | Оливера Перић           | шминкерка (непознат број епизода)         |
| Одсек за шминку      | Татјана Ранчић          | шминкерка (непознат број епизода)         |
| Помоћник режије      | Радојко Јокић           | помоћник редитеља (непознат број епизода) |